# Филмографија Мајкла Фасбендера
Мајкл Фасбендер је немачко-ирски глумац који је дебитовао улогом Бартона Кристенсона у мини-серији ратне драме Браћа по оружју, 2001. године. Након ове, уследиле су бројне телевизијске улоге, укључујући немачког курира на мотоциклу у драми Hearts and Bones (2001), Геја Фокса у мини-серији Gunpowder, Treason & Plot (2004), поручника Харија Колборна у филму A Bear Named Winnie (2004) и Азазел у серији Hex (2004–05). На филму је дебитовао играјући спартанског војника Стелиоса у филму 300 (2007) по сценарију и режији Зака Снајдера.
Године 2008. глумио је ирског републиканца Бобија Сендса током догађаја ирског штрајка глађу 1981. у историјској драми Стива Меквина Глад. За ову улогу награђен је Британском независном филмском наградом за најбољег глумца у главној улози и Ирском наградом за филм и телевизију.
Мајкл се појавио као британски војник у филму Проклетници (2009), сценаристе и режисера Квентина Тарантина. Године 2011. играо је Карла Јунга у филму Опасан метод и Брендона Саливена у филму Срам. Улогу Брендона донела му је Волпијев пехар за најбољег глумца на Венецијанском филмском фестивалу. Исте године појавио се у суперхеројском филму Икс-људи: Прва класа у улози Ерика Леншера / Магнета. Године 2013. Мајкл се поново удружио са Маквином са којим је радио на филму Срам у драми 12 година ропства. За улогу робовласника добио је номинацију за Оскара за најбољег споредног глумца.
Године 2014. поновио је своју улогу Магнета у Икс-људи: Дани будуће прошлости који је зарадио на благајнама 747 милиона долара, што је уједно и његов најпрофитабилнији филм. Године 2015. појавио се као насловни лик у филмској адаптацији Шекспирове драме Магбет, која му је донела номинацију за Оскара за најбољег глумца.

## Филм
| Филмови који још нису објављени | Означава филмове који још нису објављени |

| Година | Наслов                          | Улога                       | Напомена                              | Изв.                 |
| ------ | ------------------------------- | --------------------------- | ------------------------------------- | -------------------- |
| 2007.  | 300                             | Стелиос                     |                                       | [ 12 ]               |
| 2007.  | Анђео                           | Езме Хау-Невисон            |                                       | [ 13 ]               |
| 2008.  | Глад                            | Боби Сендс                  |                                       | [ 14 ]               |
| 2008.  | Еденско језеро                  | Стив Тејлор                 |                                       | [ 15 ]               |
| 2009.  | Крвави поток                    | Ричард Верт                 |                                       | [ 16 ]               |
| 2009.  | Акваријум                       | Конор                       |                                       | [ 17 ]               |
| 2009.  | Проклетници                     | Арчи Хикокс                 |                                       | [ 18 ]               |
| 2009.  | Man on a Motorcycle             | Man on a Motorcycle         | кратки филм                           | [ 19 ]               |
| 2010.  | Центурион                       | Квинтус Диас                |                                       | [ 20 ]               |
| 2010.  | Џона Хекс                       | Берк                        |                                       | [ 21 ]               |
| 2011.  | Џејн Ејр                        | Едвард Рочестер Рочестер    |                                       | [ 22 ]               |
| 2011.  | Икс-људи: Прва класа            | Ерик Леншер / Магнето]]     |                                       | [ 23 ]               |
| 2011.  | Опасан метод                    | Карл Густав Јунг            |                                       | [ 24 ]               |
| 2011.  | Срам                            | Брендон Саливен             |                                       | [ 25 ]               |
| 2011.  | Pitch Black Heist               | Мајкл                       | кратки филм; такође извршни продуцент | [ 26 ] [ 27 ]        |
| 2011.  | Издаја                          | Пол                         |                                       | [ 28 ]               |
| 2012.  | Прометеј                        | Дејвид                      |                                       | [ 29 ]               |
| 2013.  | Дванаест година ропства         | Едвин Епс                   |                                       | [ 30 ]               |
| 2013.  | Саветник                        | Саветник                    |                                       | [ 31 ]               |
| 2013.  | 1                               | наратор                     | документарац                          | [ 32 ]               |
| 2014.  | Френк                           | Френк                       |                                       | [ 33 ]               |
| 2014.  | Икс-људи: Дани будуће прошлости | Ерик Леншер / Магнето       |                                       | [ 34 ]               |
| 2015.  | Земља без закона                | Силас Селек                 | такође извршни продуцент              | [ 35 ]               |
| 2015.  | Магбет                          | Магбет                      |                                       | [ 36 ]               |
| 2015.  | Стив Џобс                       | Стив Џобс                   |                                       | [ 37 ]               |
| 2016.  | Икс-људи: Апокалипса            | Ерик Леншер / Магнето       |                                       | [ 38 ]               |
| 2016.  | Светло између океана            | Том Шерберн                 |                                       | [ 39 ]               |
| 2016.  | Нож у нашим леђима              | Чед Катлер                  |                                       | [ 40 ] [ 41 ]        |
| 2016.  | Assassin's Creed                | Калум Линч / Агилар де Нера | продуцент                             | [ 42 ] [ 43 ] [ 44 ] |
| 2017.  | Песма до песме                  | Кук                         |                                       | [ 45 ]               |
| 2017.  | Осми путник: Ковенант           | Дејвид                      |                                       | [ 46 ]               |
| 2017.  | Снешко                          | Хари Хол                    |                                       | [ 47 ]               |
| 2019   | Икс-мен: Мрачни Феникс          | Ерик Леншер / Магнето       |                                       | [ 48 ]               |
| 2023.  | Убица                           | Убица                       |                                       | [ 49 ]               |
| 2023.  | Next Goal Wins                  | Томас Ронген                |                                       | [ 50 ]               |
| 2024.  | Kneecap                         | Арло Окарелан               |                                       | [ 51 ]               |
| ускоро | Kung Fury 2                     | Колт Магнум                 | постпродукција                        | [ 52 ]               |

## Телевизија
| Година     | Наслов                                                 | Улога             | Напомена                   | Изв.          |
| ---------- | ------------------------------------------------------ | ----------------- | -------------------------- | ------------- |
| 2001       | Браћа по оружју                                        | Бертон Кристенсон | мини-серија                | [ 1 ]         |
| 2001       | Hearts and Bones                                       | Херман            | 3 епизоде                  | [ 2 ] [ 53 ]  |
| 2002       | NCS: Manhunt                                           | Џек Силвер        |                            | [ 2 ]         |
| 2002       | Holby City                                             | Кристијан Коноли  | епизода: Ghosts            | [ 2 ]         |
| 2003.      | Carla                                                  | Роб               | телевизијски филм          | [ 2 ]         |
| 2004.      | Gunpowder, Treason & Plot                              | Гај Фокс          | телевизијски филм          | [ 54 ]        |
| 2004.      | Julian Fellowes Investigates: A Most Mysterious Murder | Чарлс Браво       | телевизијски филм          | [ 55 ]        |
| 2004.      | A Bear Named Winnie                                    | Хари Коулборн     | телевизијски филм          | [ 56 ] [ 57 ] |
| 2004.      | Sherlock Holmes and the Case of the Silk Stocking      | Чарлс Ален        | телевизијски филм          | [ 58 ]        |
| 2004–2005. | Hex                                                    | Азазел            | дванаест епизода           | [ 59 ]        |
| 2005.      | Марфијев закон                                         | Каз Милер         | 5 епизода                  | [ 60 ]        |
| 2005.      | Our Hidden Lives                                       | немачки ПОВ       | телевизијски филм          | [ 61 ]        |
| 2005.      | William and Mary                                       | Лукаш             | епизода #3.3               | [ 62 ]        |
| 2006.      | Поаро                                                  | Џорџ Абернети     | епизода: After the Funeral | [ 61 ]        |
| 2006.      | Trial & Retribution                                    | Даглас Несбит     | 2 епизоде                  | [ 63 ]        |
| 2007.      | Wedding Belles                                         | Барни             | телевизијски филм          | [ 64 ] [ 65 ] |
| 2008.      | The Devil's Whore                                      | Томас Рејнзборо   | мини-серија                | [ 66 ]        |
| 2019–2023. | Michael Fassbender: Road to Le Mans                    | себе              | документарни серијал       | [ 67 ]        |
| 2024.      | The Agency                                             | Агент Маршн       | ТВ серија, главни лик      |               |

## Видео-игрице
| Година | Наслов    | Филм         | Изв.   |
| ------ | --------- | ------------ | ------ |
| 2010.  | Fable III | Логан (глас) | [ 68 ] |